# يقطوم شائع
اليقطوم الشائع   (الاسم العلمي: Telephium imperati) هي نوع نباتي يتبع جنس اليقطوم من فصيلة القرنفلية.

## البيئة والانتشار
موطنه بلاد الشام ومصر والمغرب العربي وبعض مناطق حوض البحر الأبيض المتوسط.

## تسميات أخرى
بخور البربر، بخور مـورشكة، بخور مورسكة، بالأمازيغية تمسرغينت، أوسرغند، سرغنت و سرغينة في شمال المغرب.